# Aga Chan III

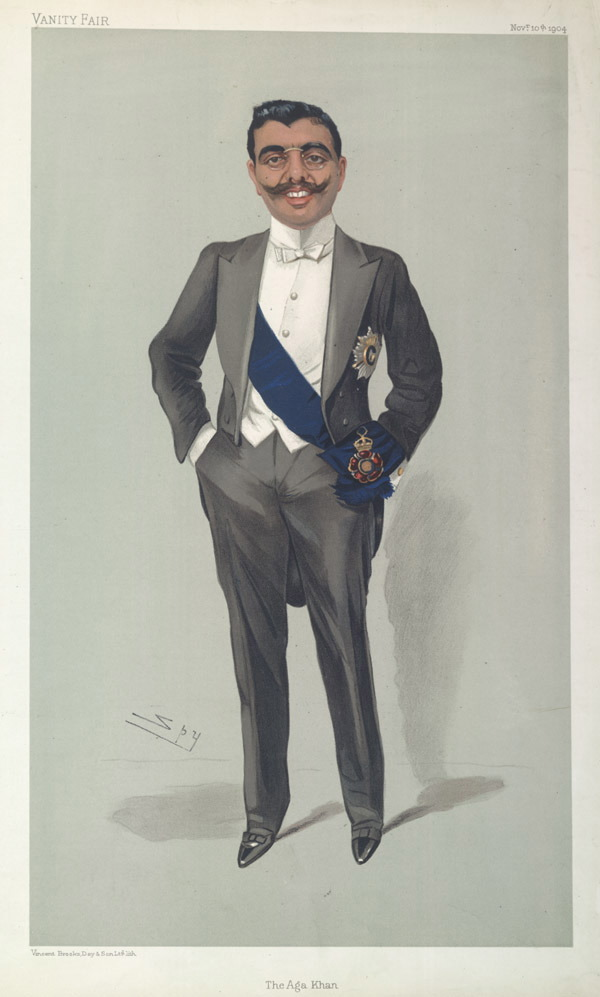
Aga Chan III

Aga Chan III (Aga Khan III; arab.: آغا خان الثالث), Sultan Mahommed Szah (ur. 2 listopada 1877 w Karaczi – zm. 11 lipca 1957) – jedyny syn Aga Chana II, 48. imam aga chanów (gałęzi nizarytów, linii Kasim Szahi) od 1885. 

## Życiorys
Jeden z czołowych przedstawicieli przedpodziałowych Indii za granicą oraz założyciel Ligi Muzułmańskiej i jeden z twórców Pakistanu. Po śmierci zastąpiony na stanowisku imama przez swego wnuka Agę Chana IV.